# Barry Goldberg
Barry Joseph Goldberg (Chicago, Illinois 25 de diciembre de 1942-22 de enero de 2025) fue un tecladista, compositor y productor discográfico estadounidense de blues y rock. 

## Biografía
Durante su adolescencia en Chicago, Goldberg fue seguidor de Muddy Waters, Otis Rush y Howlin' Wolf. Comenzó a tocar los teclados en la banda que acompañaba a Bob Dylan durante su nueva etapa "electrificada", actuando en 1965 en el Newport Folk Festival. En 1967, fundó The Electric Flag junto a Mike Bloomfield, y en 1968 fundó the Barry Goldberg Reunion.
Las canciones deGoldberg (varias de ellas coescritas con Gerry Goffin) han sido grabadas por músicos como Rod Stewart, Gladys Knight, Joe Cocker, Steve Miller, Bobby "Blue" Bland, Gram Parsons y B. J. Thomas.
La primera grabación profesional de Goldberg fue "Devil with the Blue Dress On" / "Good Golly Miss Molly" por Mitch Ryder & the Detroit Wheels. Entre los álbumes en lo que colaboró destacan Death of a Ladies' Man, de Leonard Cohen, End of the Century, de los Ramones,  The Gilded Palace of Sin de The Flying Burrito Brothers y Super Session en colaboración con Michael Bloomfield, Stephen Stills, and Al Kooper.
Goldberg también ha producido álbumes para Percy Sledge incluidos Blue Night (con una nominación a los Grammy) y Shining Through the Rain.
En 1992 tocó el órgano con la banda de Carla Olson & Mick Taylor, y grabó el álbum en directo Too Hot for Snakes, en colaboración con artistas como Ian McLagan, Jesse Sublett y John "Juke" Logan.
En 1994, Goldberg y Saul Davis produjeron Blue Night de Percy Sledge, disco para el que contaron con la colaboración de Bobby Womack, Steve Cropper, Mick Taylor, Greg Leisz, Bob Glaub, Ed Greene, Mikael Rickfors, con canciones escritas por Rickfors, Gregg Sutton, Pat Robinson, Carla Olson, the Bee Gees, Quinton Claunch, Fats Domino y Otis Redding.
En 1999, Goldberg compuso e interpretó para Disney Channel el tema para la película Smart House, titulado "The House is Jumpin'," con Phil Shenale y Sterling Smith y la voz de Chan André. El tema lo escribió con la colaboración de Jill Wisoff y Joel Diamond.
En 2002, colaboró con el álbum tributo a Bo Diddley titulado Hey Bo Diddley – A Tribute!, tocando el piano en las canciones "Pills", "I'm A Man" y "Before You Accuse Me". 
Entre 2005 y 2006, realizó una gira junto a Nick Gravenites, Harvey Mandel y Corky Siegel. El álbum resultante de dicha gira, alcanzó el número 2 de la lista Billboard Blues Chart y recibió excelentes críticas.
El 7 de julio de 2009, el álbum de 1974 titulado Barry Goldberg fue reeditado, incluyendo canciones inéditas. El álbum fue producido por Bob Dylan y Jerry Wexler.

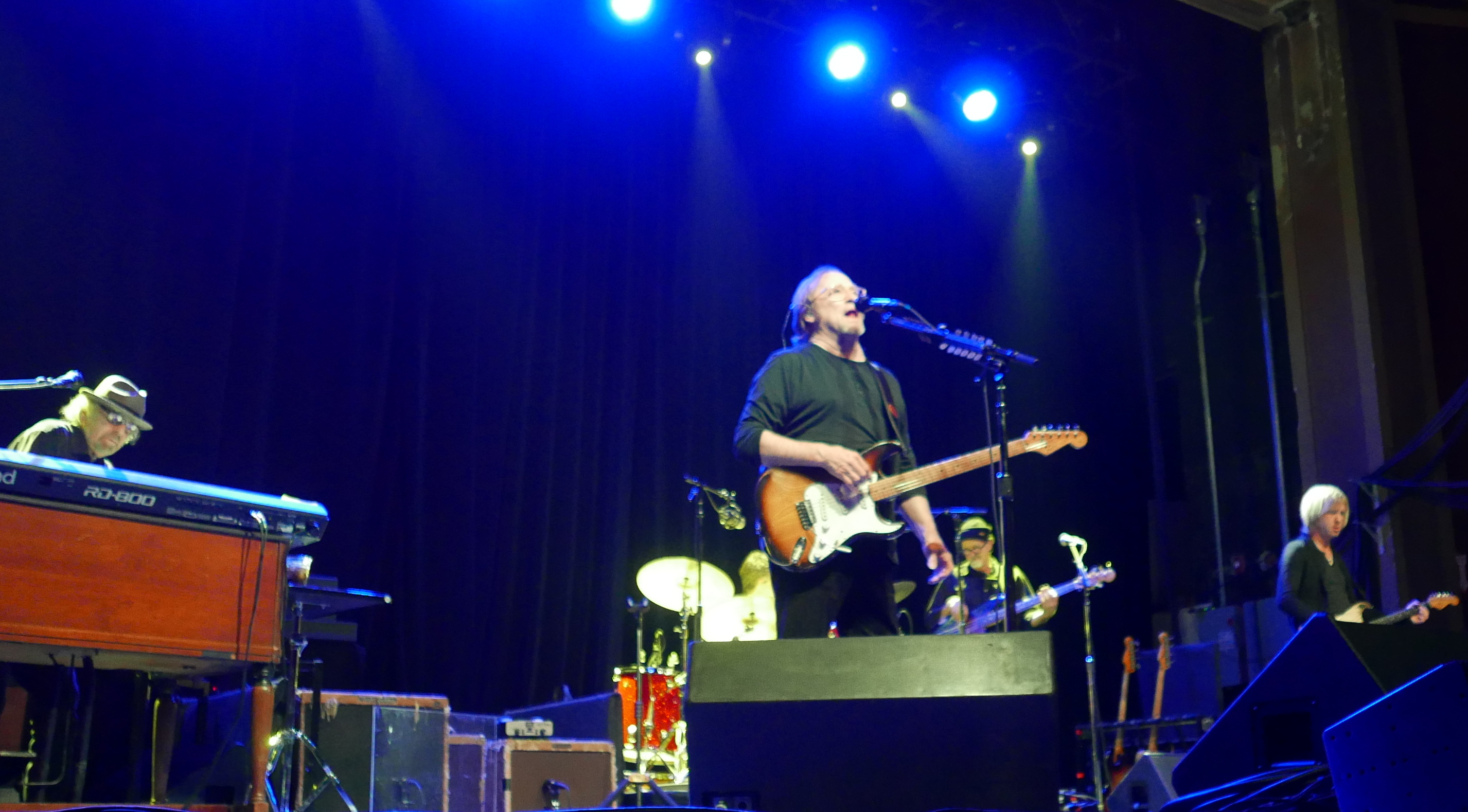
Goldberg, a la izquierda, actuando con The Rides

En 2012, Stephen Stills reclutó a Goldberg para su nueva banda, The Rides, junto al guitarrista Kenny Wayne Shepherd y el batería de sesión Chris Layton. Goldberg coescribió cuatro temas para el álbum debut de la banda, publicado ese mismo año con el título de Can't Get Enough.
El documental "Born in Chicago" de 2013, premiado en el Festival SXSW, contó con la colaboración de Goldberg, Bob Dylan, BB King, Buddy Guy, Hubert Sumlin, Eric Burdon y muchos otros.

## Discografía

### Álbumes
- 1966 Blowing My Mind
- 1968 There's No Hole in My Soul
- 1969 Two Jews Blues
- 1970 Street Man
- 1970 Ivar Avenue Reunion
- 1971 Blasts from My Past
- 1972 Barry Goldberg & Friends
- 1974 Barry Goldberg
- 1976 Barry Goldberg & Friends Recording Live
- 2002 Stoned Again
- 2003 Live
- 2006 Chicago Blues Reunion